# 卡涅特省
卡涅特省（西班牙語：Provincia de Cañete），是秘魯的省份，位於該國中南部利馬大區，首府是聖維森特德卡涅特，面積4,577平方公里，2012年人口229,693，人口密度每平方公里50.18人。